# Neustadt (Weinstr) Hauptbahnhof
Neustadt (Weinstr) Hauptbahnhof is een spoorwegstation in de Duitse gemeente Neustadt an der Weinstraße. Het station werd in 1847 geopend.